# Französische Rugby-Union-Meisterschaft 1924/25
Die Saison 1924/25 war die 29. Austragung der französischen Rugby-Union-Meisterschaft (französisch Championnat de France de rugby à XV). Sie umfasste 30 Mannschaften in der ersten Division (heutige Top 14).
Nach einer regionalen Qualifikation begann die Meisterschaft mit der ersten Gruppenphase, bei der in sechs Gruppen je fünf Mannschaften aufeinander trafen. Jeweils die Erst- und Zweitplatzierten qualifizierten sich für die zweite Gruppenphase. Diese umfasste vier Dreiergruppen, wobei jeweils die beste Mannschaft in die Finalphase einzog. Währenddessen trugen die Viert- und Fünftplatzierten der ersten Gruppenphase ein Play-out aus; da es keine Absteiger gab, ging es hier in erster Linie um eine bessere Ausgangslage für die nächste Saison. In der Finalphase folgten Halbfinale und Finale. Da das Endspiel am 26. April 1925 in Toulouse 0:0 nach Verlängerung endete, musste es am 3. Mai wiederholt werden. Im Parc Maraussan in Narbonne trafen die beiden Halbfinalsieger erneut aufeinander und spielten um den Bouclier de Brennus. Dabei setzte sich die US Perpignan gegen die US Carcassonne durch und errang zum dritten Mal den Meistertitel.

## Erste Gruppenphase
|    | Team                | Siege | Unent. | Ndlg. | Spiel- punkte | Diff. | Tabellen- punkte |
| -- | ------------------- | ----- | ------ | ----- | ------------- | ----- | ---------------- |
| 1. | Stade Toulousain    | 3     | 1      | 0     | 19:6          | + 13  | 11               |
| 2. | Stade Français      | 2     | 2      | 0     | 29:14         | + 15  | 10               |
| 3. | Arléquins Perpignan | 2     | 1      | 1     | 21:19         | + 2   | 9                |
| 4. | Stade Hendayais     | 0     | 1      | 3     | 8:31          | − 23  | 5                |
| 5. | SU Agen             | 0     | 1      | 3     | 8:15          | − 7   | 5                |

|    | Team            | Siege | Unent. | Ndlg. | Spiel- punkte | Diff. | Tabellen- punkte |
| -- | --------------- | ----- | ------ | ----- | ------------- | ----- | ---------------- |
| 1. | SA Bordeaux     | 3     | 0      | 1     | 15:3          | + 12  | 10               |
| 2. | US Perpignan    | 2     | 1      | 1     | 47:8          | + 39  | 9                |
| 3. | TOEC            | 2     | 0      | 2     | 20:19         | + 1   | 8                |
| 4. | Section Paloise | 1     | 1      | 2     | 15:26         | − 11  | 7                |
| 5. | CA Périgueux    | 1     | 0      | 3     | 14:55         | − 41  | 6                |

|    | Team               | Siege | Unent. | Ndlg. | Spiel- punkte | Diff. | Tabellen- punkte |
| -- | ------------------ | ----- | ------ | ----- | ------------- | ----- | ---------------- |
| 1. | Stadoceste Tarbais | 3     | 0      | 1     | 26:11         | + 15  | 10               |
| 2. | SC Albi            | 2     | 1      | 1     | 22:17         | + 5   | 9                |
| 3. | AS Bayonne         | 2     | 0      | 2     | 11:13         | − 2   | 8                |
| 4. | RC Toulon          | 2     | 0      | 2     | 19:17         | + 2   | 8                |
| 5. | US La Teste        | 0     | 1      | 3     | 11:31         | − 20  | 5                |

|    | Team            | Siege | Unent. | Ndlg. | Spiel- punkte | Diff. | Tabellen- punkte |
| -- | --------------- | ----- | ------ | ----- | ------------- | ----- | ---------------- |
| 1. | FC Grenoble     | 4     | 0      | 0     | 47:14         | + 33  | 12               |
| 2. | SC Mazamet      | 2     | 0      | 2     | 22:25         | − 3   | 8                |
| 3. | Stade Bagnérais | 2     | 0      | 2     | 45:22         | + 23  | 8                |
| 4. | AS Béziers      | 2     | 0      | 2     | 31:37         | − 6   | 8                |
| 5. | AS Soustons     | 0     | 0      | 4     | 5:52          | − 47  | 4                |

|    | Team             | Siege | Unent. | Ndlg. | Spiel- punkte | Diff. | Tabellen- punkte |
| -- | ---------------- | ----- | ------ | ----- | ------------- | ----- | ---------------- |
| 1. | US Carcassonne   | 2     | 2      | 0     | 26:9          | + 17  | 10               |
| 2. | Aviron Bayonnais | 2     | 2      | 0     | 20:8          | + 12  | 10               |
| 3. | CA Bègles        | 2     | 2      | 0     | 24:6          | + 18  | 10               |
| 4. | SC Angoulême     | 1     | 0      | 3     | 14:28         | − 14  | 6                |
| 5. | USA Limoges      | 0     | 0      | 4     | 3:36          | − 33  | 4                |

|    | Team                  | Siege | Unent. | Ndlg. | Spiel- punkte | Diff. | Tabellen- punkte |
| -- | --------------------- | ----- | ------ | ----- | ------------- | ----- | ---------------- |
| 1. | RC Narbonne           | 4     | 0      | 0     | 52:9          | + 43  | 12               |
| 2. | Racing Club de France | 3     | 0      | 1     | 53:21         | + 32  | 10               |
| 3. | SO Avignon            | 1     | 1      | 2     | 17:48         | − 31  | 7                |
| 4. | Boucau Stade          | 1     | 0      | 3     | 17:21         | − 4   | 6                |
| 5. | US Cognac             | 0     | 1      | 3     | 6:46          | − 40  | 5                |

## Zweite Gruppenphase
|    | Team                  | Siege | Unent. | Ndlg. | Spiel- punkte | Diff. | Tabellen- punkte |
| -- | --------------------- | ----- | ------ | ----- | ------------- | ----- | ---------------- |
| 1. | Stade Toulousain      | 2     | 0      | 0     | 21:6          | + 15  | 6                |
| 2. | Aviron Bayonnais      | 1     | 0      | 1     | 6:13          | − 7   | 4                |
| 3. | Racing Club de France | 0     | 0      | 2     | 10:18         | − 8   | 2                |

|    | Team               | Siege | Unent. | Ndlg. | Spiel- punkte | Diff. | Tabellen- punkte |
| -- | ------------------ | ----- | ------ | ----- | ------------- | ----- | ---------------- |
| 1. | US Perpignan       | 1     | 1      | 0     | 40:8          | + 32  | 5                |
| 2. | Stadoceste Tarbais | 1     | 1      | 0     | 13:8          | + 5   | 5                |
| 3. | Stade Français     | 0     | 0      | 2     | 10:47         | − 37  | 2                |

|    | Team        | Siege | Unent. | Ndlg. | Spiel- punkte | Diff. | Tabellen- punkte |
| -- | ----------- | ----- | ------ | ----- | ------------- | ----- | ---------------- |
| 1. | RC Narbonne | 2     | 0      | 0     | 38:8          | + 30  | 6                |
| 2. | SC Albi     | 1     | 0      | 1     | 16:14         | + 2   | 4                |
| 3. | FC Grenoble | 0     | 0      | 2     | 3:35          | − 32  | 2                |

|    | Team           | Siege | Unent. | Ndlg. | Spiel- punkte | Diff. | Tabellen- punkte |
| -- | -------------- | ----- | ------ | ----- | ------------- | ----- | ---------------- |
| 1. | US Carcassonne | 2     | 0      | 0     | 17:3          | + 14  | 6                |
| 2. | SC Mazamet     | 0     | 1      | 1     | 3:6           | − 3   | 3                |
| 3. | SA Bordeaux    | 0     | 1      | 1     | 6:17          | − 11  | 3                |

## Play-out
Da es keine Absteiger gab, diente das Play-out dazu, die Gruppeneinteilung in der darauf folgenden Saison zu ermitteln. Detailergebnisse sind nicht bekannt.

## Finalphase

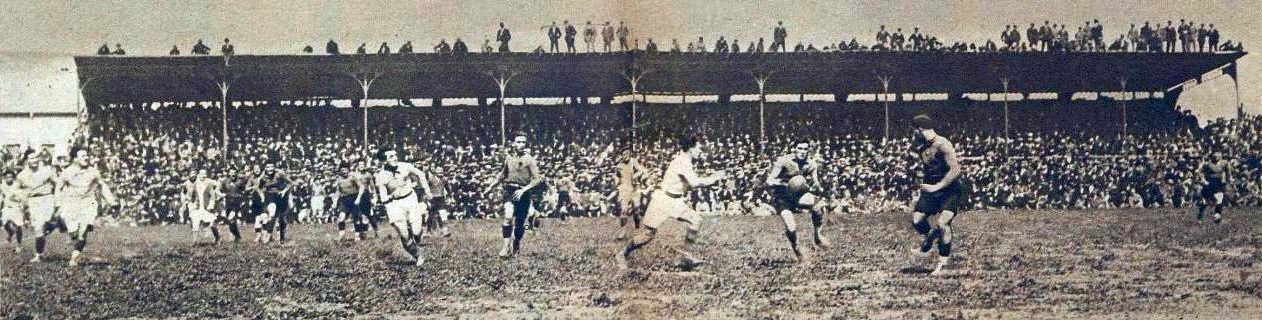
Spielszene im Finale

### Halbfinale
| Datum        | Begegnung                         | Ergebnis |
| ------------ | --------------------------------- | -------- |
| 5. Apr. 1925 | US Carcassonne – Stade Toulousain | 3:0      |
| 5. Apr. 1925 | US Perpignan – RC Narbonne        | 3:3      |

| Datum        | Begegnung                  | Ergebnis |
| ------------ | -------------------------- | -------- |
| 5. Apr. 1925 | US Perpignan – RC Narbonne | 13:5     |

### Finale
1. Finale
Spielort: Stade des Ponts-Jumeaux, Toulouse
| Datum         | Begegnung                     | Ergebnis |
| ------------- | ----------------------------- | -------- |
| 26. Apr. 1925 | US Perpignan – US Carcassonne | 0:0      |

Wiederholungsspiel
| 3. Mai 1925 | US Perpignan                      | 5 : 0   | US Carcassonne | Parc Maraussan, Narbonne Zuschauer: 20.000 Schiedsrichter: Robert Vigné |
| 3. Mai 1925 | Versuche: Ramis Erhöhungen: Ramis | Bericht |                | Parc Maraussan, Narbonne Zuschauer: 20.000 Schiedsrichter: Robert Vigné |

Aufstellungen
US Perpignan: Marcel Baillette, Ernest Camo, Jean Carbonne, Étienne Cayrol, Marcel Darné, Georges Delort, Marcel Henric, Camille Montadé, Joseph Pascot, Roger Ramis, Eugène Ribère, André Rière, Joseph SayrouNoël Sicart, René Tabès
US Carcassonne: Étienne Aguado, François Andrieu, Achille Cadenat, Jean Casterot, Jean Darsans, Albert Domec, Henri Gleyzes, Philippe Marty, Roger Mauran, Albert Miquel, Germain Raynaud, Joseph Raynaud, Jean Roux, Jean Sébédio, Henri Séguier